# Vasilikí Tsiroyiánni
Vasilikí Tsiroyiánni (grec moderne : Βασιλική Τσιρογιάννη), née en 1988 à Thessalonique, est une mannequin grecque.

## Biographie
Elle est étudiante à l'Université Démocrite de Thrace, et joue dans l'équipe de volley-ball espoir de Thessalonique.
Vasilikí est modèle pour l'agence Top-Class International. Elle a été élue Miss Star Hellas 2012, le 15 novembre 2012.
Elle a participé à l'élection de Miss Univers 2012 le 19 décembre 2012 à Las Vegas, sans se classer.

## Sources
- (el)« Qui est la nouvelle Star Ellas 2012 », northday.gr (consulté le 1er mars 2013)
- (el)« Une athlète et étudiante de l'UDTh est la nouvelle Star Ellas », thrakisport.gr (consulté le 1er mars 2013)